# Dianthera
Dianthera, biljni rod iz porodice primogovki smješten u tribus Justicieae, dio potporodice Acanthoideae. Sastoji se od 41 sjevernoameričke i južnoameričke vrste. Tipična vrsta je Dianthera americana, helofit raširen od Labradora i James Baya kroz istok Sjeverne Amerike, na jug do sjeveroistočnog Meksika. Opisan je u Species Plantarum 1: 27. 1753. 

## Opis
Trajnice, polugrmovi i grmovi. 

## Vrste
1. Dianthera americana L.
2. Dianthera androsaemifolia (Nees) Griseb.
3. Dianthera angusta (Chapm.) Small
4. Dianthera angustifolia (Nees) Benth. & Hook.f. ex B.D.Jacks.
5. Dianthera appendiculata Ruiz & Pav.
6. Dianthera arvensis Vell.
7. Dianthera brasiliensis Vell.
8. Dianthera breviflora (Nees) Hemsl.
9. Dianthera calycina (Nees) B.D.Jacks.
10. Dianthera candelariae (Oerst.) Hemsl.
11. Dianthera candicans (Nees) Benth. & Hook.f. ex Hemsl.
12. Dianthera cayennensis (Nees) Griseb.
13. Dianthera comata L.
14. Dianthera crassifolia Chapm.
15. Dianthera dasyclados (Mart. ex Nees) Hiern
16. Dianthera eustachiana (Jacq.) J.F.Gmel.
17. Dianthera glabra (Oerst.) Benth. & Hook.f. ex Hemsl.
18. Dianthera guianensis N.E.Br.
19. Dianthera hookeriana (Nees) Benth. & Hook.f. ex B.D.Jacks.
20. Dianthera inaequalis (Benth.) Benth. & Hook.f. ex B.D.Jacks.
21. Dianthera incerta Brandegee
22. Dianthera laeta (Nees) Hiern
23. Dianthera laevilinguis (Nees) Lindau
24. Dianthera lindeniana (Nees) Hemsl.
25. Dianthera longiflora (Nees) Benth. & Hook.f. ex B.D.Jacks.
26. Dianthera oblonga (Nees) Benth. & Hook.f. ex B.D.Jacks.
27. Dianthera ovata Walter
28. Dianthera pectoralis (Jacq.) J.F.Gmel.
29. Dianthera peploides Griseb.
30. Dianthera pleurolarynx S.F.Blake
31. Dianthera polygaloides S.Moore
32. Dianthera racemosa (Ruiz & Pav.) Benth. & Hook.f. ex B.D.Jacks.
33. Dianthera reptans (Sw.) J.F.Gmel.
34. Dianthera rigida (Nees) Benth. & Hook.f. ex B.D.Jacks.
35. Dianthera rugeliana Griseb.
36. Dianthera sagrana (A.Rich.) Griseb.
37. Dianthera secunda (Lam.) Griseb.
38. Dianthera secundiflora Ruiz & Pav.
39. Dianthera sessilis (Jacq.) J.F.Gmel.
40. Dianthera speciosa (Nees) Benth. & Hook.f. ex B.D.Jacks.
41. Dianthera sulfurea Donn.Sm.

## Sinonimi
- Amphiscopia Nees; Wall. Pl. As. Rar. 3: 112 (1832)
- Centrilla Lindau; Urb. Symb. Antill. 2: 232 (1900)
- Diplanthera Gled.; Syst. Pl. Stamin. Situ: 154 (1764), nom. superfl.
- Jungia Boehm.; Ludw. Def. Gen. Pl. 92 (1760)
- Plagiacanthus Nees; Prodr. [A. DC.] 11: 335 (1847)
- Psacadocalymma Bremek.; Verh. Nederl. Akad. Wetensch., Amst., Afd. Natuurk., Sect. 11. 45: No. 2, 55 (1948)
- Rhacodiscus Lindau; Bull. Herb. Boissier 5: 667 (1897)
- Rodatia Raf.; Autik. Bot.: 31 (1840)
- Stethoma Raf.; Fl. Tellur. 4: 61 (1836)